# Anne Houdusse-Juillé
Anne Houdusse-Juillé est une chercheuse française en biologie moléculaire. Directrice de recherche au CNRS, elle est rattachée à l'Institut Curie. Elle est membre de l'EMBO.

## Récompenses et distinctions
- Médaille de bronze du CNRS (2004)
- Prix Femmes de science (FEBS/EMBO Women in Science Award 2009) décerné par la FEBS et l'EMBO (2009)[2]
- Médaille d'argent du CNRS (2013)[3]
- Élue membre de l'Académie des sciences en décembre 2019[4].
- Chevalière de l'ordre national du Mérite (2020).